# بحيرة مهارلو
مهارلو هي بحيرة ملحية تقع في محافظة فارس جنوب جمهورية إيران، تبعد حوالي 15 كيلومترا من مدينة شيراز مركز محافظة فارس، تبلغ مساحة السطح في بحيرة مهارلو حوالي 600 كم مربع، ويغذي البحيرة نهران موسميّان هما سلطان آباد وخشك شيراز، عانت البحيرة خلال أعوام 2007 و2008 من انخفاض منسوب المياه بسبب فترة جفاف حادة وقلة الأمطار حيث لم يتبقَّ بالبحيرة من الماء سوى ما يغطي 10% منها.

## وصلات خارجية
- تقرير مصور عن جفاف بحيرة مهارلو من وكالة مهر نيوز الاخبارية